# Buena Vista, San Lucas
Buena Vista är en ort i Mexiko.   Den ligger i kommunen San Lucas och delstaten Michoacán de Ocampo, i den södra delen av landet, 190 km sydväst om huvudstaden Mexico City. Buena Vista ligger 265 meter över havet och antalet invånare är 103.
Terrängen runt Buena Vista är varierad. Runt Buena Vista är det ganska tätbefolkat, med 129 invånare per kvadratkilometer. Närmaste större samhälle är Ciudad Altamirano, 8,9 km sydväst om Buena Vista. Omgivningarna runt Buena Vista är en mosaik av jordbruksmark och naturlig växtlighet.